# PSA 인터내셔널

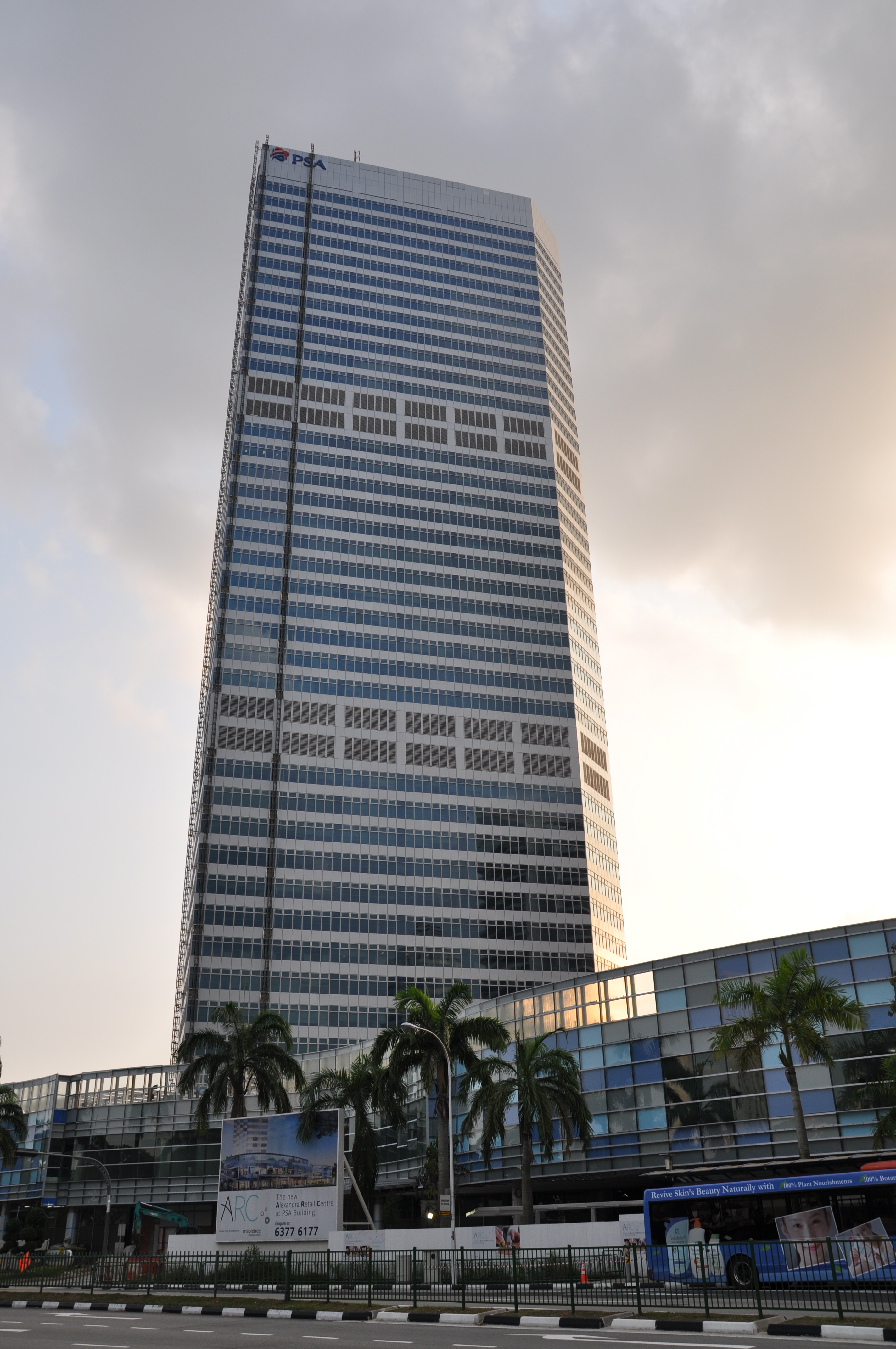

PSA 인터내셔널(영어: -International)은 싱가포르에 본부를 둔 세계 최대의 항만 운영 회사 중 하나이다.